# Staurastrum sexangulare
Staurastrum sexangulare là một loài Song tinh tảo trong họ Desmidiaceae, thuộc chi Staurastrum.